# The Wrecking Crew (1968)
The Wrecking Crew is een Amerikaanse filmkomedie uit 1968 onder regie van Phil Karlson. Destijds werd de film in Nederland uitgebracht onder de titel Matt Helm en de vernielers.

## Verhaal
Geheim agent Matt Helm wordt eropuit gestuurd om een graaf te vangen, die de wereldeconomie wil doen kelderen door grote hoeveelheden goud te stelen. De Britse geheime dienst is hem ook op het spoor. Zij sturen Freya Carlson om Helm bij te staan, maar hun samenwerking loopt niet altijd op rolletjes.

## Rolverdeling
| Acteur              | Personage             |
| ------------------- | --------------------- |
| Dean Martin         | Matt Helm             |
| Elke Sommer         | Linka Karensky        |
| Sharon Tate         | Freya Carlson         |
| Nancy Kwan          | Wen Yurang            |
| Nigel Green         | Graaf Massimo Contini |
| Tina Louise         | Lola Medina           |
| John Larch          | MacDonald             |
| John Brascia        | Karl                  |
| Weaver Levy         | Kim                   |
| Wilhelm von Homburg | Gregor                |
| Bill Saito          | Ching                 |
| Fuji                | Toki                  |
| Pepper Martin       | Frankie               |
| Ted Jordan          | Bewaker               |

## Trivia
- De gewelddadige dood van Sharon Tate een jaar na deze film was voor Dean Martin een reden om een aanbod voor een vijfde Matt Helm film te weigeren.

- Scènes uit deze film zijn gebruikt in de film Once Upon a Time in Hollywood van Quentin Tarantino uit 2019. In deze film gaat Sharon Tate (gespeeld door Margot Robbie) naar een bioscoop toe om haarzelf in deze film te zien.